# Cruzeiro do Sul (escola de samba)
Sociedade Sport Clube Cruzeiro do Sul é uma escola de samba de Novo Hamburgo, Rio Grande do Sul. É mais antiga entidade do carnaval da cidade.

## História
A Cruzeiro do Sul foi fundada em 22 de outubro de 1922, como um clube de futebol. Na época os clubes da cidade não aceitavam a participação de negros, essa foi uma das fortes razões para a criação do novo clube. Alguns dos envolvidos na crição do novo clube foram: João Teles, Cassiano Teles, Álvaro Pacheco entre outros. A maioria dos fundadores do novo clube participavam do bloco de carnaval Os Leões. Seu primeiro presidente foi Paulinho Batista Coelho. Com o passar dos anos o carnaval adquiriu uma importância maior que o futebol.

## Enredos
| Ano  | Colocação   | Grupo | Enredo                                                                               | Ref.                 |
| ---- | ----------- | ----- | ------------------------------------------------------------------------------------ | -------------------- |
| 1999 | Campeã      | Único | Era uma vez - Viajar ao mundo infantil é sempre fascinante                           | [ 4 ]                |
| 2001 | 3º lugar    | Único |                                                                                      |                      |
| 2002 | Vice-campeã | Único |                                                                                      |                      |
| 2003 | Campeã      | Único | Amazônia, planeta verde, suas lendas e seus mistérios                                | [ 3 ]                |
| 2004 | Campeã      | Único | Para além dos cinco sentidos                                                         | [ 3 ]                |
| 2005 | Campeã      | Único | Acredite se quiser                                                                   | [ 3 ]                |
| 2006 | Vice-campeã | Único | Um presente chinês                                                                   |                      |
| 2007 | Vice-campeã | Único | A expressão africana da arte brasileira                                              |                      |
| 2008 | 4º lugar    | Único | Reconstruindo o ciclo natural.                                                       | [ 5 ]                |
| 2009 | Vice-campeã | Único | As várias faces da terra - O mundo se encontra no Rio Grande.                        | [ 6 ]                |
| 2010 | Vice-campeã | Único | Cruzeiro arruma a mesa e te convida a fazer parte deste majestoso banquete da folia. | [ 7 ]                |
| 2011 | Campeã      | Único | Constelação do Cruzeiro do Sul nos leva pelo paraíso do Zodiacal.                    | [ 8 ] [ 9 ]          |
| 2012 | Campeã      | Único | A História do Samba                                                                  | [ 1 ] [ 10 ] [ 11 ]  |
| 2013 | Vice-campeã | Único | Ogum! O guerreiro que veio da África!                                                | [ 12 ] [ 13 ] [ 14 ] |
| 2014 | Campeã      | Único | Arriba, Arriba! Magias e Mistérios do Povo Cigano                                    | [ 15 ] [ 16 ]        |
| 2015 | Campeã      | Único | #RedeSociais                                                                         | [ 17 ] [ 18 ]        |
| 2016 | Vice-campeã | Único | Cruzeiro faz a Festa na Bahia                                                        | [ 19 ] [ 20 ]        |

## Títulos
- Campeã em Novo Hamburgo: 1999,[4] 2003, 2004, 2005,[3] 2011,[8] 2012,[10] 2014, 2015
- Campeã em Estância Velha: 2009[21]

## Prêmios
Troféu Destaque em Novo Hamburgo
- 2012: Bateria, samba enredo, evolução, alegorias e adereços, ala, ala das baianas, ala infantil, interprete e diretor de carnaval.[22]
- 2015: Samba-enredo, tema enredo, harmonia, evolução, fantasia, casal de passistas, melhor ala infantil e melhor ala.[23]